# Kiosken i regeringskvarteret
Kiosken i regeringskvarteret (tysk: Kiosk im Regierungsviertel er det officielle navn, men Kiosk am Bonner Bundeshaus eller Bundesbüdchen benyttes også) er en fredet kiosk, der befandt sig foran den gamle parlamentsbygning i Bonn. Den lille bod fra den tidligere vesttyske hovedstad er Tysklands mest kendte kiosk, og siden 2000 et historisk monument beskyttet under denkmalschutz. I næsten 50 år var kiosken et mødested for kendte tyske politikere og ministre, herunder også tyske kanslere, som købte aviser, tyske bockwurst-pølser og lignende dér. Kiosken, som også betegnes som et kultobjekt, har et areal på 20 kvadratmeter og blev opført i 1957.
På grund af opførelsen af World Conference Center WCCB på kioskens gamle plads blev kiosken flyttet i oktober 2006. Flytningen skete da den tidligere erklæredes for en arkitektonisk seværdighed af Bonns styrelse for bygningsfredning (Denkmalbehörde). Det 51 tons tunge objekt transporteredes til et virksomhed for blokvogne i Bornheim-Hersel, hvor den stadig stod på deres erhvervsområde i juni 2011. Transporten og oplagringen kostede dengang 400.000 euro, som i 2006 svarede til næsten 3 millioner danske kroner. Kioskens nye hjemsted er siden flytningen et meget omdiskuteret emne, og det er endnu ikke afgjort hvor det kommer til at blive. En af de mest besøgte museer i Tyskland, Haus der Geschichte (Historiens hus), som ligger lige i nærheden, har udtrykt sin interesse.
Det siges, at butikkens forpagter er Jürgen Rausch, som overtog forretningen i 1984 efter sin mor, men efter flytningen har der været diskussioner om ejerforholdet, fordi Rausch stadig betragter sig som ejeren. Men Bonns bystyre mente at kioskens nye ejer er WCC's investor, da Rauschs forpagtningskontrakt ophørte samtidig med flytningen.